# 埃贝尔斯曼斯泰
埃贝尔斯曼斯泰（法語：Ebersmunster，法語發音：[ebɛʁsmœ̃stɛʁ]）是法国下莱茵省的一个市镇，属于塞莱斯塔-埃尔什泰因区。

## 地理
埃贝尔斯曼斯泰（48°18'40"N, 7°31'26"E）面积7.39 平方千米，位于法国大東部大區下莱茵省，该省份为法国大陆部分最东部的省份，是阿尔萨斯的一部分，今与上莱茵省组成了阿尔萨斯欧洲集体，其南至上莱茵省，西南接孚日省和默尔特-摩泽尔省，西接摩泽尔省，北与德国接壤，东侧沿莱茵河与德国相望。
与埃贝尔斯曼斯泰接壤的市镇（或旧市镇、城区）包括：埃伯赛姆、伊尔瑟奈姆、科格奈姆、米特索尔茨、塞莱斯塔。
埃贝尔斯曼斯泰的时区为UTC+01:00、UTC+02:00（夏令时）。

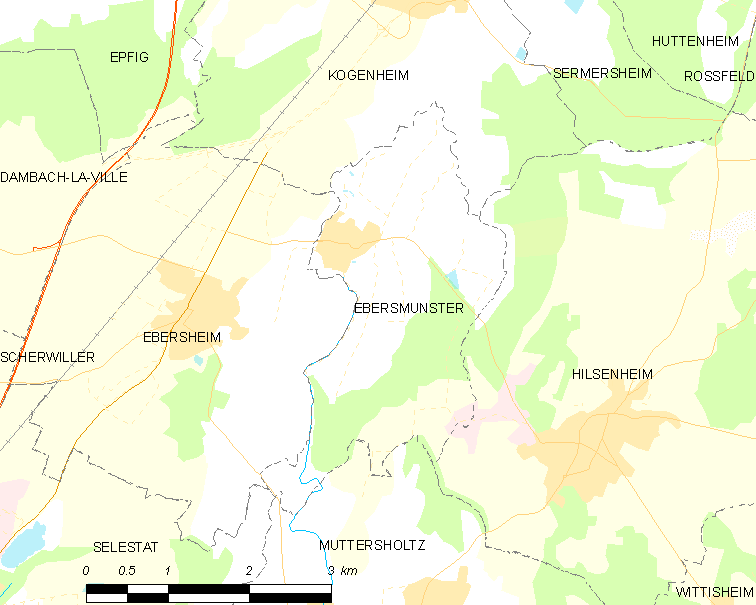
埃贝尔斯曼斯泰的OSM定位图

## 行政
埃贝尔斯曼斯泰的邮政编码为67600，INSEE市镇编码为67116。

## 政治
埃贝尔斯曼斯泰所属的省级选区为塞莱斯塔县。

## 人口

1962-2008年间埃贝尔斯曼斯泰人口变化图示

埃贝尔斯曼斯泰于2022年1月1日时的人口数量为571人。

## 图集

埃贝尔斯曼斯泰
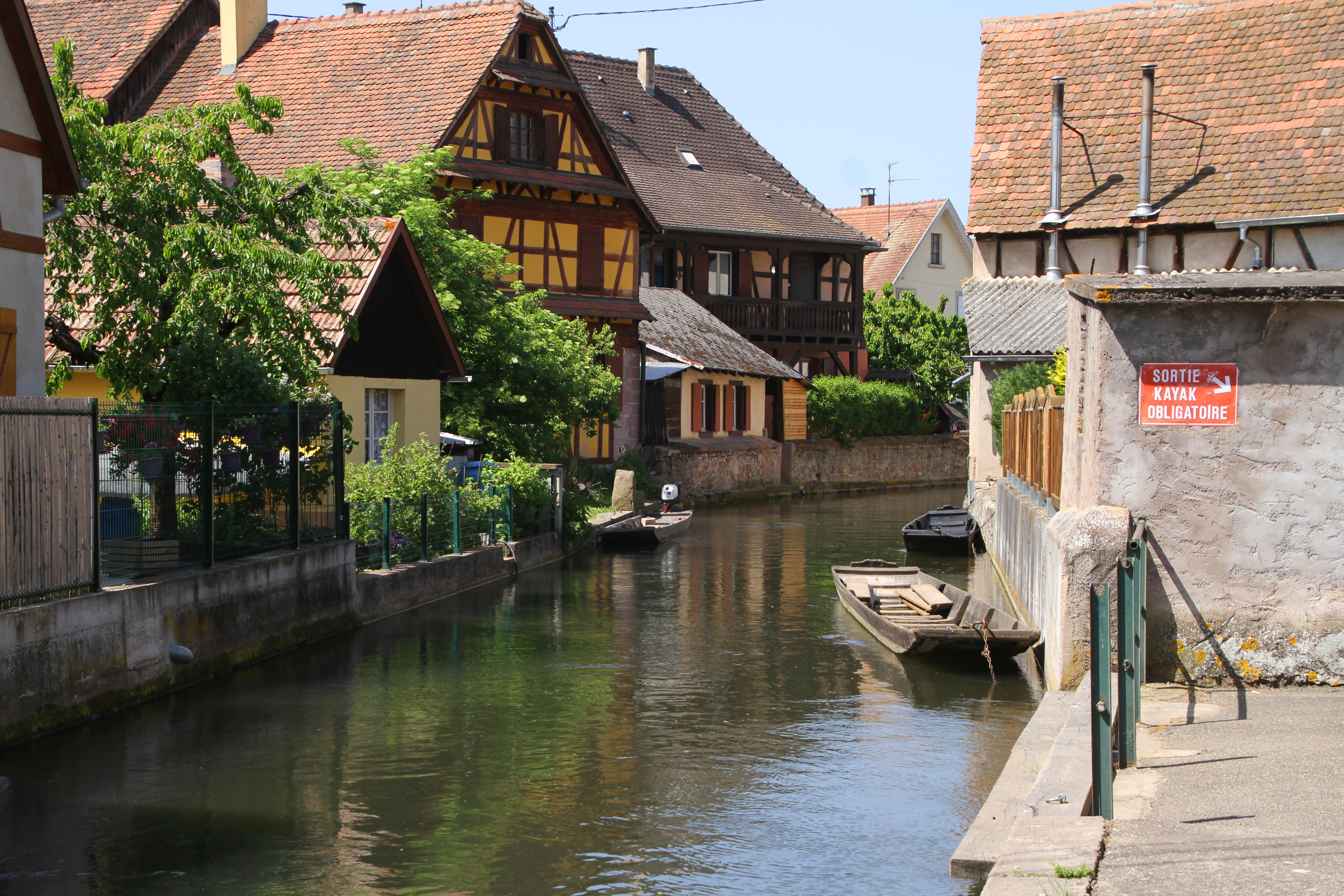
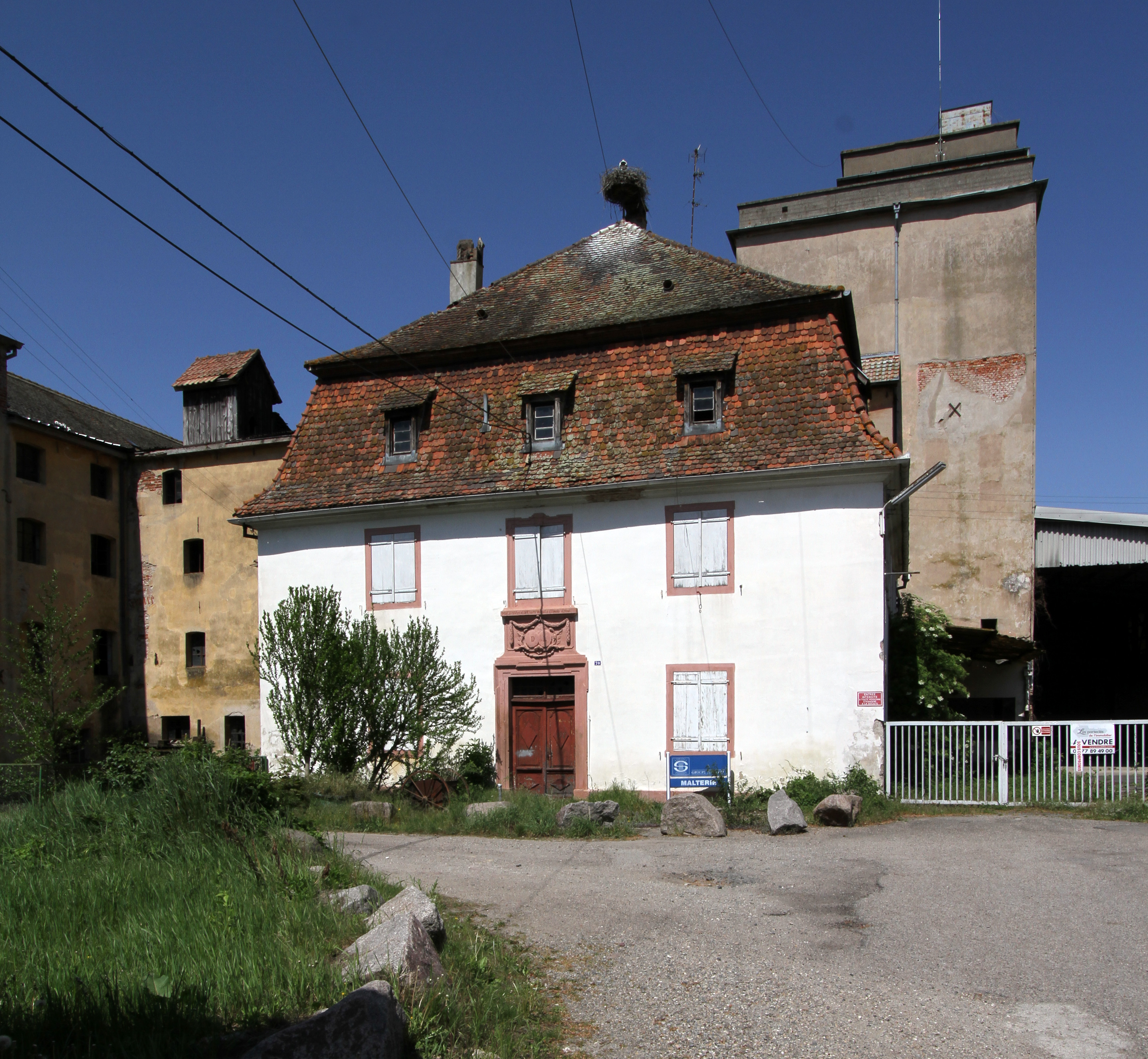
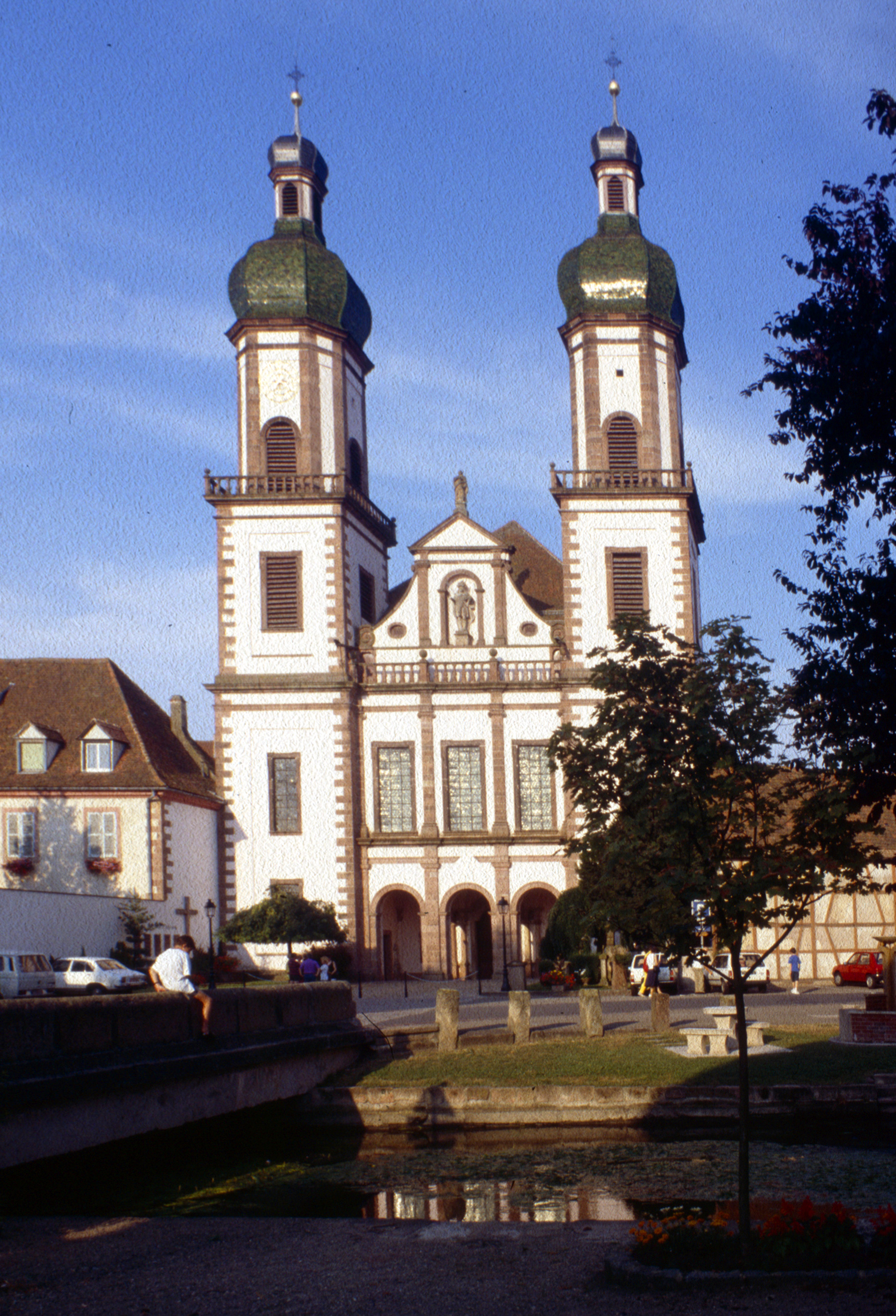
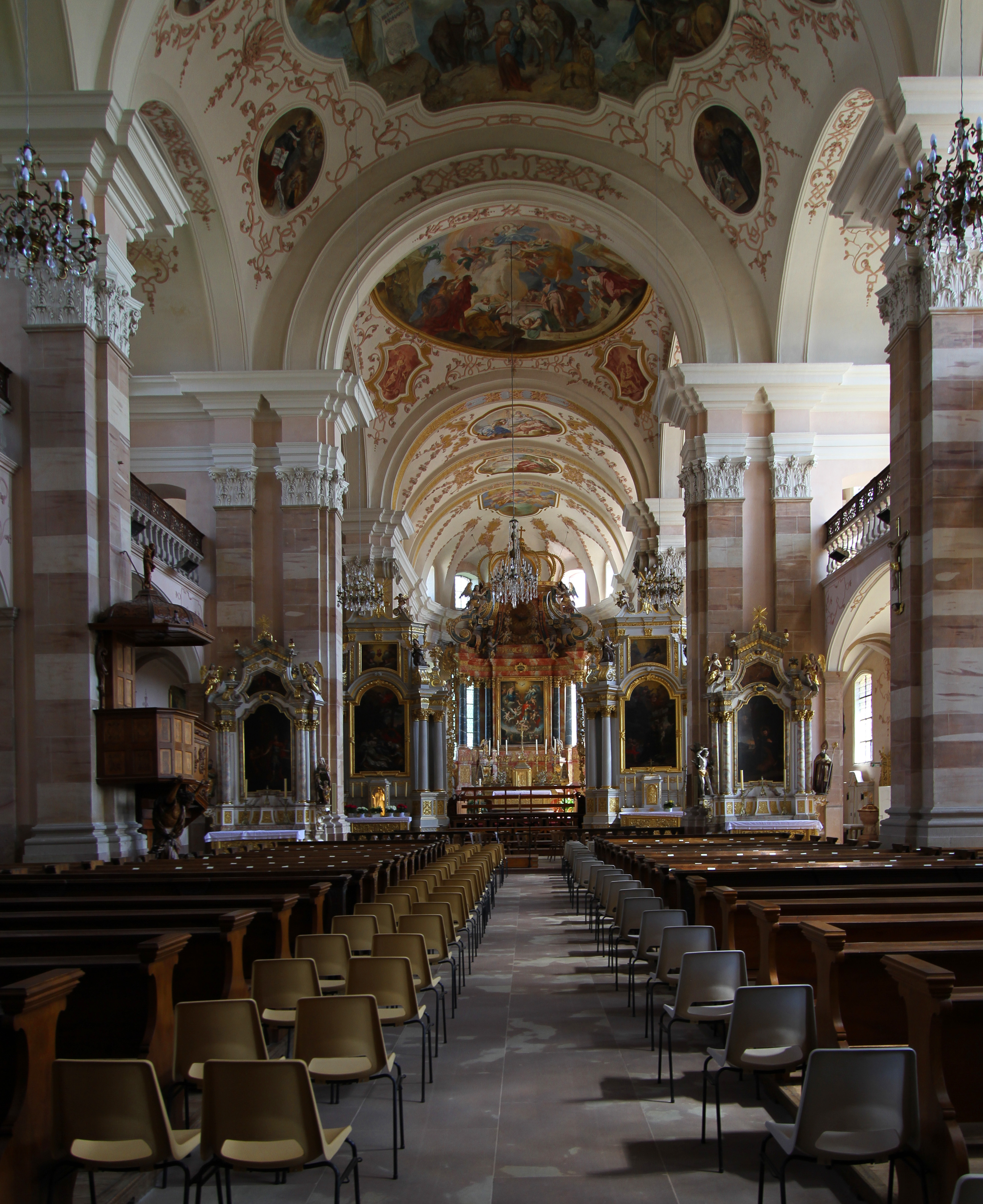
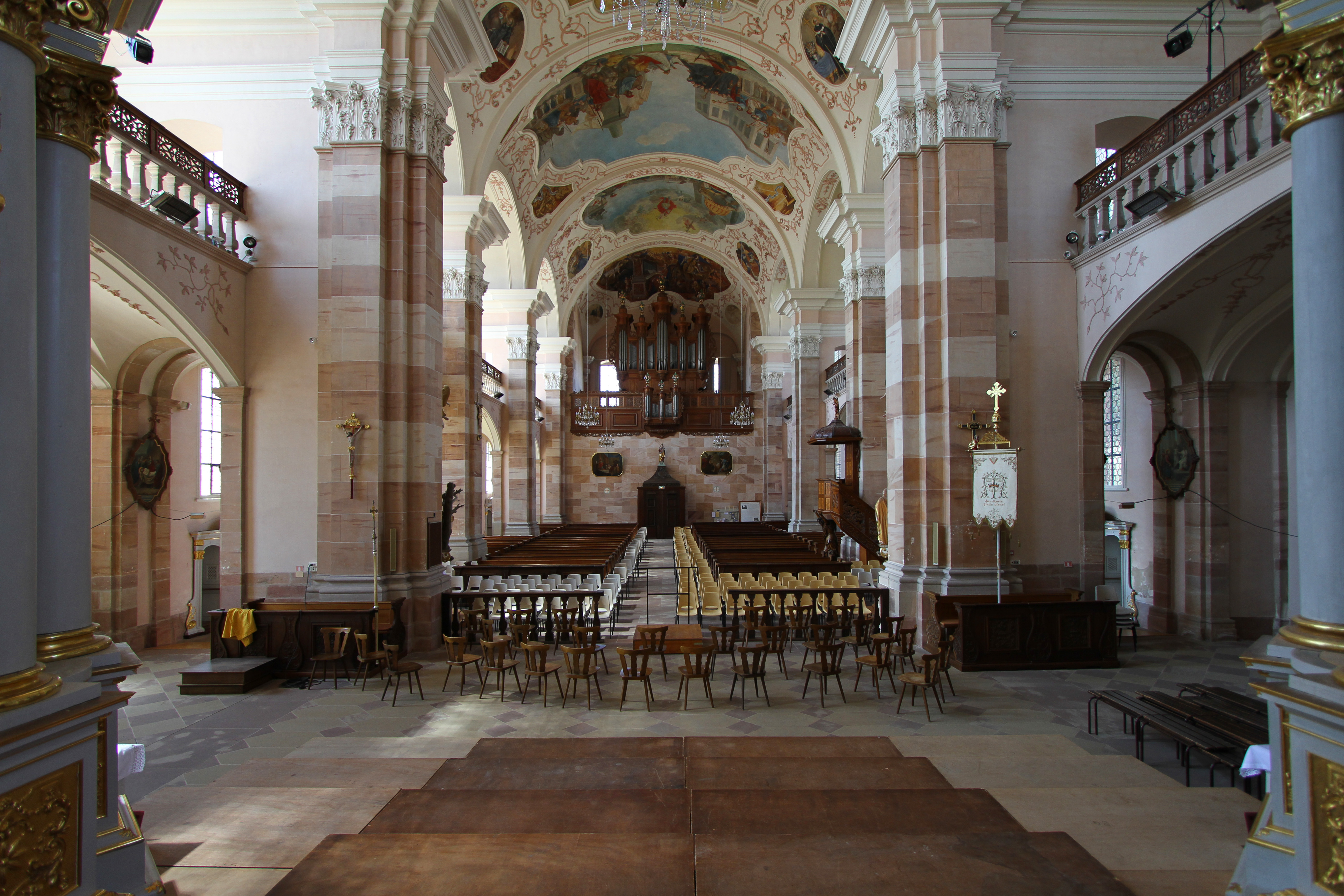
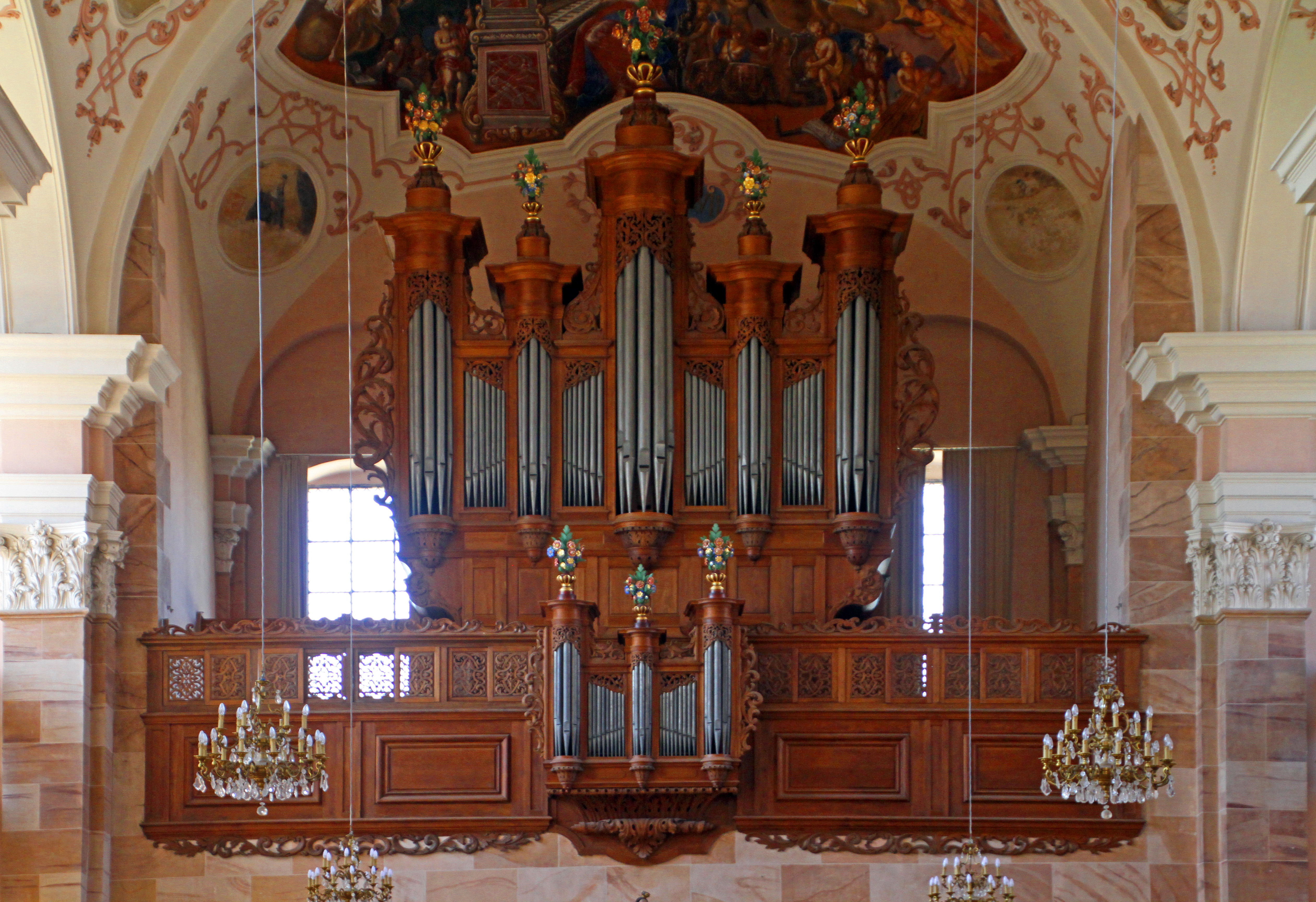
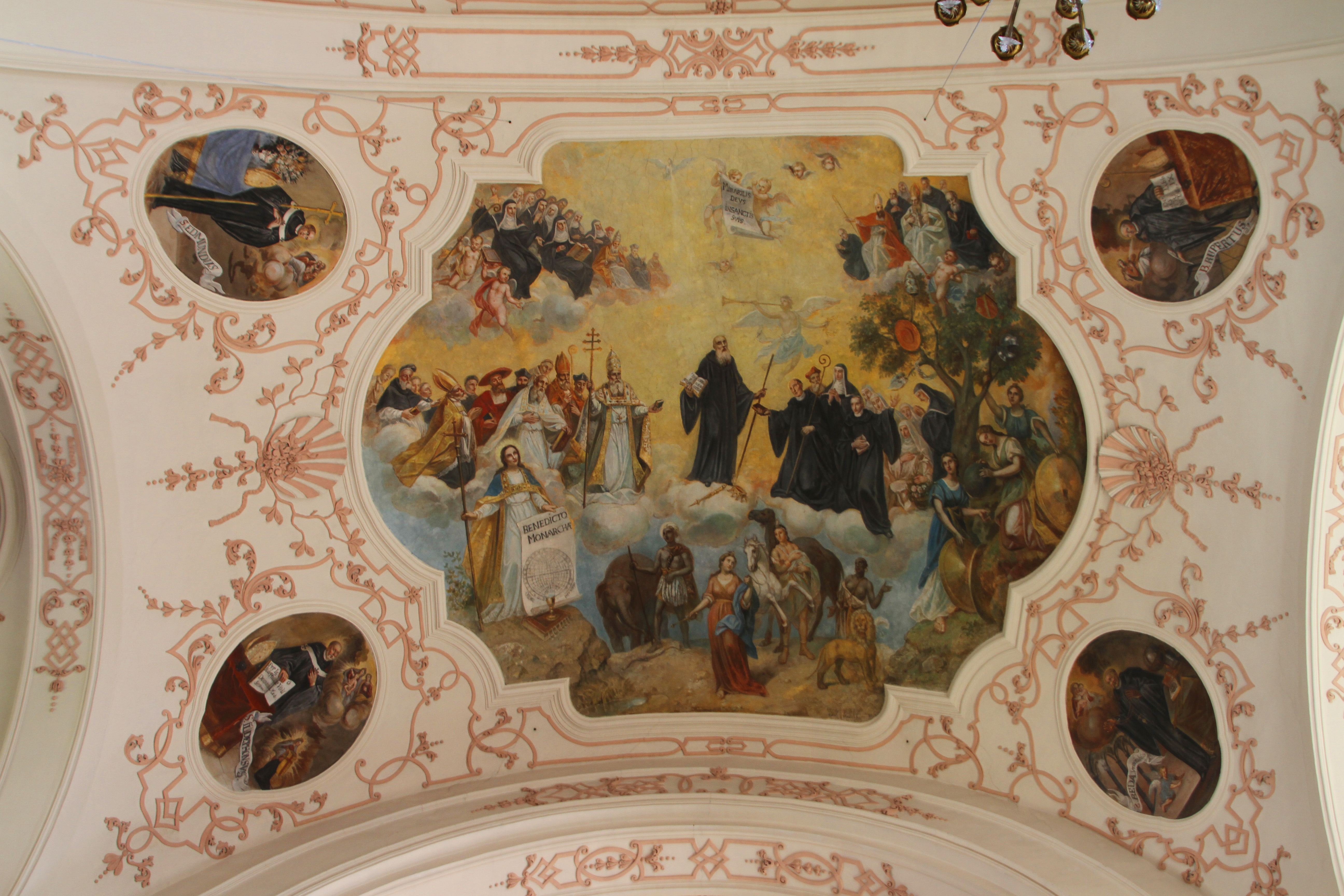
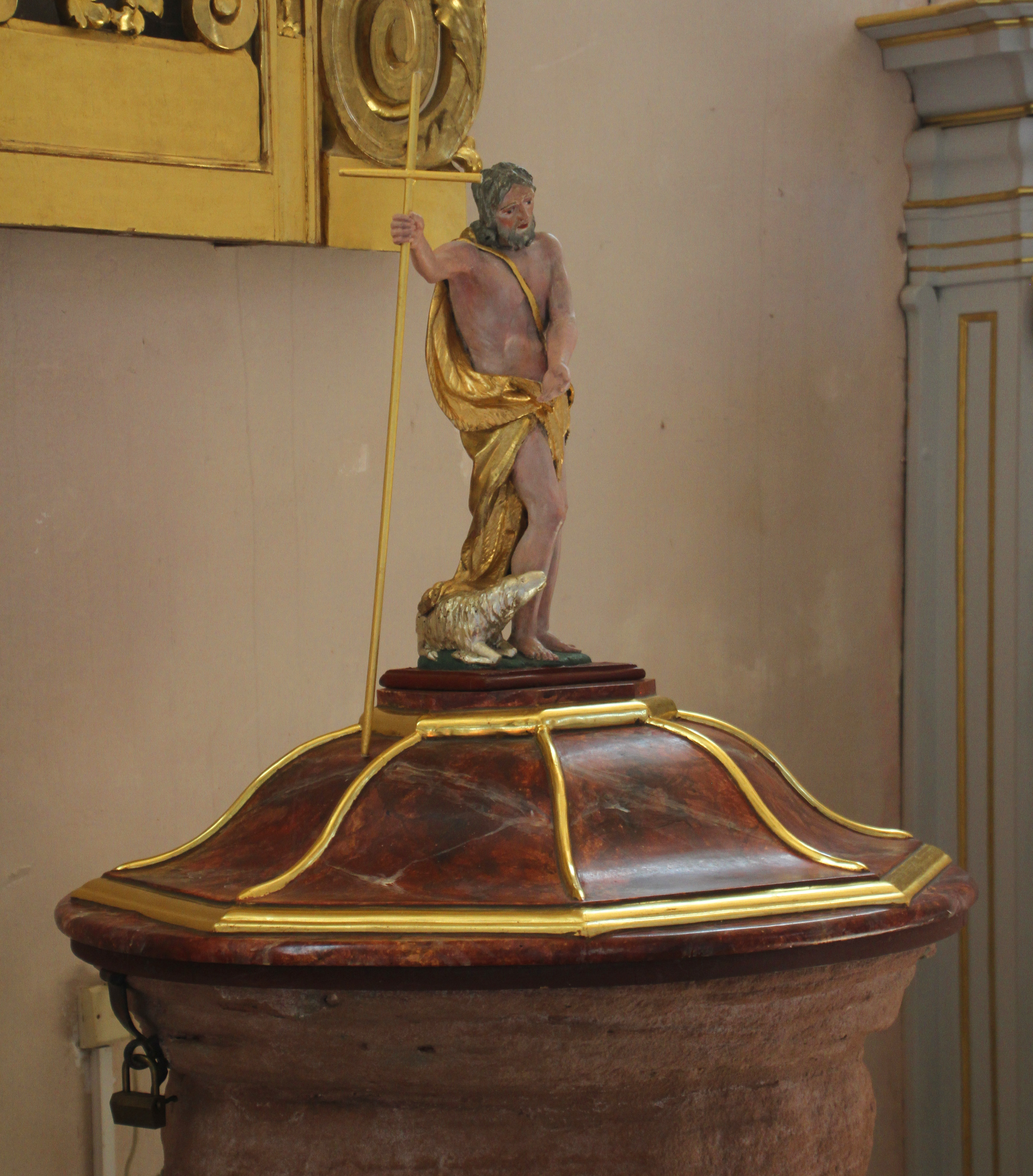